# Othresypna plaga
Othresypna plaga är en fjärilsart som beskrevs av John Henry Leech 1900. Othresypna plaga ingår i släktet Othresypna och familjen nattflyn. Inga underarter finns listade i Catalogue of Life.